# Саламанкська діоцезія
Салама́нкська діоце́зія (лат. Dioecesis Salmantina; Diócesis de Salamanca) — діоцезія римського обряду Католицької церкви в Іспанії, з центром у місті Саламанка.  Входить до складу Валядолідської церковної провінції. Суфраганна діоцезія Валядолідської архідіоцезії. Заснована 589 року. Голова — єпископ Саламанкський. Центральні храми — Старий і Новий Саламанський собори.  Площа — 7,876 км². Населення — 302,200 ос.; з них католики — 296,000 ос. (97.9%). Чинний голова — Карлос Лопес Ернандес, єпископ Саламанкський.

## Єпископи
- 18 липня 1913 — 27 липня 1923: Хуліан де Дієго-і-Гарсія-Альколеа
- Карлос Лопес Ернандес

## Статистика
Згідно з «Annuario Pontificio» і Catholic-Hierarchy.org:
| Рік  | Населення | Населення | Населення | Священики | Священики | Священики | Священики           | Диякони | Ченці    | Ченці | Парафії |
| Рік  | католики  | загалом   | %         | загалом   | секулярні | ченці     | вірних на священика | Диякони | чоловіки | жінки | Парафії |
| ---- | --------- | --------- | --------- | --------- | --------- | --------- | ------------------- | ------- | -------- | ----- | ------- |
| 1950 | 250.000   | 250.000   | 100,0     | 565       | 390       | 175       | 442                 |         | 635      | 1.472 | 287     |
| 1969 | 267.623   | 267.791   | 99,9      | 783       | 408       | 375       | 341                 |         | 581      | 1.881 | 199     |
| 1980 | 301.000   | 303.000   | 99,3      | 559       | 333       | 226       | 538                 |         | 461      | 1.175 | 324     |
| 1990 | 288.000   | 290.000   | 99,3      | 564       | 324       | 240       | 510                 |         | 510      | 1.080 | 323     |
| 1999 | 280.800   | 289.800   | 96,9      | 284       | 198       | 86        | 988                 | 3       | 309      | 712   | 405     |
| 2000 | 280.000   | 288.800   | 97,0      | 265       | 199       | 66        | 1.056               | 3       | 166      | 590   | 405     |
| 2001 | 280.000   | 287.000   | 97,6      | 295       | 199       | 96        | 949                 | 3       | 413      | 558   | 405     |
| 2002 | 280.000   | 286.000   | 97,9      | 346       | 199       | 147       | 809                 | 2       | 495      | 523   | 405     |
| 2003 | 275.000   | 280.000   | 98,2      | 429       | 199       | 230       | 641                 | 2       | 555      | 500   | 405     |
| 2004 | 275.000   | 280.000   | 98,2      | 392       | 192       | 200       | 701                 | 2       | 525      | 480   | 405     |
| 2010 | 296.000   | 302.200   | 97,9      | 445       | 200       | 245       | 665                 | 4       | 361      | 983   | 411     |
| 2014 | 297.000   | 302.900   | 98,1      | 462       | 187       | 275       | 642                 | 4       | 403      | 1.017 | 411     |